# Bellino II
Bellino II è stato un cavallo trottatore francese del XX secolo.
Fu acquistato per pochi soldi e portato al mondo dell'ippica quando pareva ormai destinato ad una vita da cavallo da tiro o, peggio ancora al macello. La sua mole imponente e massiccia contrastava con la figura classica del trottatore, ma in pista la sua potenza fisica si univa ad uno straordinario senso della corsa, frutto anche del connubio col suo driver storico, Jean-René Gougeon.
Nel suo palmarès figurano tre Grand Prix d'Amerique (1975, 1976, 1977); in Italia è da ricordare la sua vittoria nel Gran Premio Lotteria di Agnano del 1976, colta da Bellino II dopo due sfortunati tentativi, nella sua ultima partecipazione al gran premio.

## Palmarès

### Francia
- Prix d'Amerique: 1975, 1976, 1977
- Prix de Paris: 1975, 1976, 1977
- Prix de France: 1976
- Grand critérium de vitesse de la Côte d'Azur: 1975, 1976
- Prix de Cornulier: 1973, 1975, 1976
- Prix René Ballière - Championnat Européen: 1974, 1975, 1976
- Prix de l'Atlantique: 1977, 1976, 1975

### Italia
- Gran Premio Lotteria di Agnano 1976
- Gran Premio Lido di Roma 1975
- G.P. Ghirlandina di Modena 1975

### Germania
- Elite Rennen 1975

### Olanda
- Gran Premio d'Olanda 1977
- Price of the Giants 1977

## Curiosità
Un'inseparabile cagnetta era l'amica del cuore di Bellino II che pare non potesse dormire, se privato della compagnia della bestiola.